# La Neuville-aux-Joûtes
 La Neuville-aux-Joûtes  là một xã ở tỉnh Ardennes, thuộc vùng Grand Est ở phía bắc nước Pháp.